# Stepan Petrowitsch Krascheninnikow

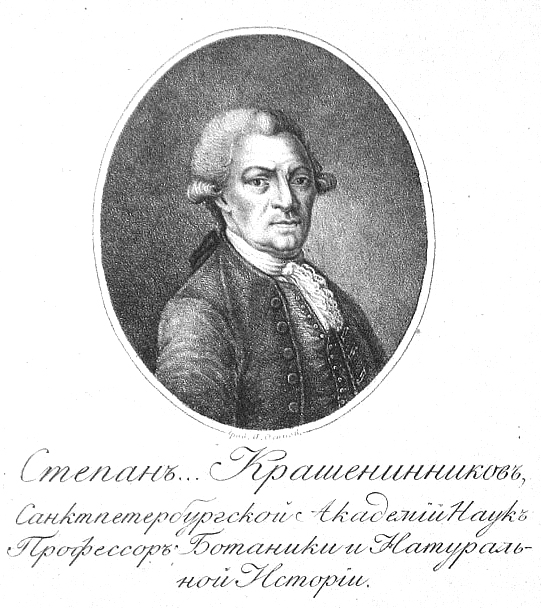
Stepan P. Krascheninnikow

Stepan Petrowitsch Krascheninnikow (russisch Степан Петрович Крашенинников, wiss. Transliteration Stepan Petrovič Krašeninnikov) (* 31. Oktoberjul. / 11. November 1711greg. in Moskau; † 25. Februarjul. / 8. März 1755greg. in Sankt Petersburg) war ein russischer Entdecker und Geograf. Er erstellte Mitte des 18. Jahrhunderts die erste vollständige Beschreibung der russischen Halbinsel Kamtschatka. Sein botanisches Autorenkürzel lautet S.Krasch.

## Leben
Krascheninnikow wurde 1711 geboren als Sohn eines Soldaten der Leibgarde des russischen Zaren. Von 1724 bis 1732 studierte er an der Slawisch-Griechisch-Lateinischen Akademie in Moskau und lernte in dieser Zeit die griechische und lateinische Sprache. Dort war der berühmte russische Naturwissenschaftler Michail Wassiljewitsch Lomonossow sein Schulfreund. Er setzte seine Ausbildung an der Universität in Sankt Petersburg fort und studierte Physik, Geografie und Naturwissenschaften.
Von 1733 bis 1736 nahm er noch als Student an der Großen Nordischen Expedition (auch: Zweite Kamtschatka-Expedition) teil, einer groß angelegten, langjährigen Forschungsexpedition nach Sibirien, die auf Initiative von Peter I. durchgeführt wurde.
Von 1737 bis 1741 reiste Krascheninnikow auf Veranlassung der deutschen Sibirienforscher Johann Georg Gmelin und Gerhard Friedrich Müller, die als Akademiemitglieder ebenfalls an der Großen Nordischen Expedition teilgenommen hatten, nach Kamtschatka.
Nach seiner Rückkehr nach Moskau erstellte er detaillierte Darstellungen der Pflanzen und Tiere Sibiriens. Außerdem beschrieb er die Sprache und Kultur der indigenen Völker der Itelmenen und Korjaken. Diese Beschreibungen erschienen erst nach seinem Tod.
Geraume Zeit nach der Sichtung seiner Materialien seiner Forschungen und der Vorbereitung für die Veröffentlichung seines zweibändigen Werkes Beschreibung des Landes Kamtschatka verstarb Krascheninnikow plötzlich am 25. Februar 1755 in Sankt Petersburg.

## Werke
- Описание земли Камчатки, Sankt Petersburg 1755, Band 1 und Band 2 als Digitalisat der Niedersächsischen Staats- und Universitätsbibliothek Göttingen (1764 in einer Übersetzung ins Englische von James Grieve als The history of Kamtschatka and the Kurilski Islands with the countries adjacent erschienen – in Teilansicht)

## Ehrungen
- Nach ihm ist der 1856 m hohe Vulkan Krascheninnikow auf Kamtschatka benannt.
- Als Ehrung ist 1772 nach ihm die Pflanzengattung der Hornmelden (Krascheninnikovia Gueldenst.) aus der Familie der Fuchsschwanzgewächse (Amaranthaceae) benannt worden.[1]
- Ferner ist er Namensgeber für den Krasheninnikov Peak im Königin-Maud-Land, Antarktika.
- Auch der Asteroid (14069) Krasheninnikov trägt seinen Namen.